# Ottawa County (Kansas)
Ottawa County je okres ve státě Kansas v USA. K roku 2010 zde žilo 6 091 obyvatel. Správním městem okresu je Minneapolis. Celková rozloha okresu činí 1 870 km².